# Stemme S12
Die Stemme S12 ist eine Variante der S10. Sie ist ein zweisitziges motorisiertes Segelflugzeug des deutschen Herstellers Stemme GmbH. Der Erstflug erfolgte im Frühjahr 2015 auf dem Flugplatz Strausberg, die Zulassung gemäß EASA CS-22 im März 2016, die der FAA am 17. August 2017.

## Konstruktion

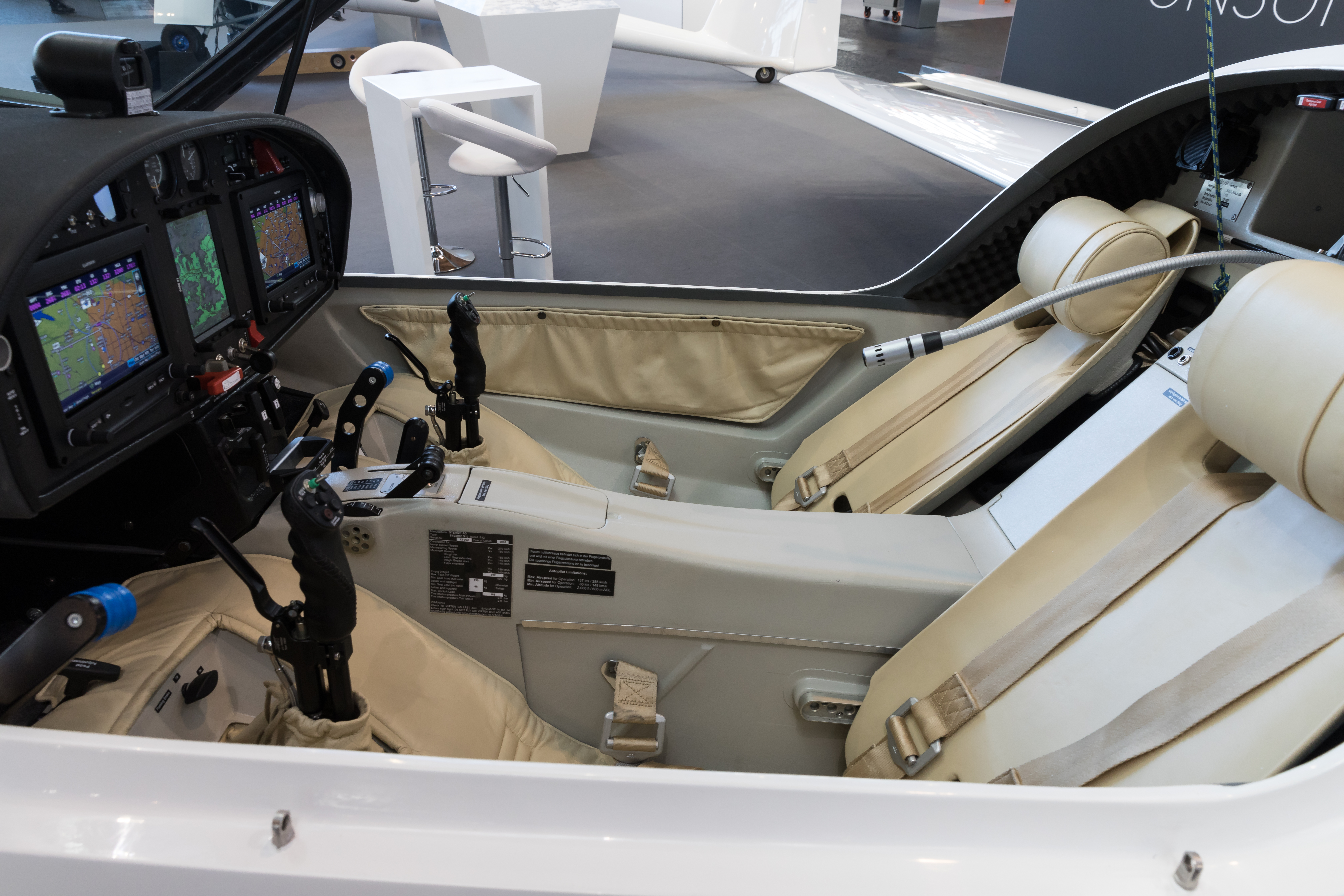
Cockpit S12-G

Der zweisitzige freitragende Schulterdecker in FVK-Bauweise mit konventionellem T-Leitwerk hat einen 25 Meter oder 21,7 m spannenden fünfteiligen Tragflügel mit Wölbklappen, Schempp-Hirth-Bremsklappen auf der Oberseite und Winglets. Die Außenflügel sind zur Hangarierung auf den Rumpf anklappbar.
Der hinter dem Cockpit im Rumpf untergebrachte modifizierte Motor Rotax 914 treibt über eine CFK-Fernwelle einen 2-blättrigen Faltpropeller (Propellerkreisdurchmesser: 1,63 m), der bei Nichtgebrauch unter der in Längsrichtung verschiebbaren aerodynamischen Bugverkleidung versenkbar ist.
Gegenüber der S10 wurde der Außenflügel neu profiliert, vergrößert und mit je 60 l Kraftstofftanks versehen. Es gibt Ansteckflügel mit 25 m und 21,7 m Spannweite, beide sind mit Winglets versehen. Das Seitenleitwerk wurde vergrößert und fasst einen 15 l-Wasserballasttank. Das elektrisch einfahrbare Fahrwerk wurde für die erhöhte maximale Abflugmasse verstärkt und die Spurweite vergrößert. Hinzugekommen sind eine elektrische Höhenrudertrimmung und ein von außen zugängliches Gepäckfach für 20 kg Masse auf dem Rumpfrücken. Zusätzlich wurde ein Dynon-Autopilot implementiert, der die S12 zum ersten zugelassenen Segelflugzeug mit Autopilot macht.
Seit 2019 wird die Ausstattungsvariante S12-G mit einem Garmin-G3X-Glascockpit mit zwei 7-Zoll-Bildschirmen, integriertem Autopiloten und LX9000 angeboten.

## Technische Daten

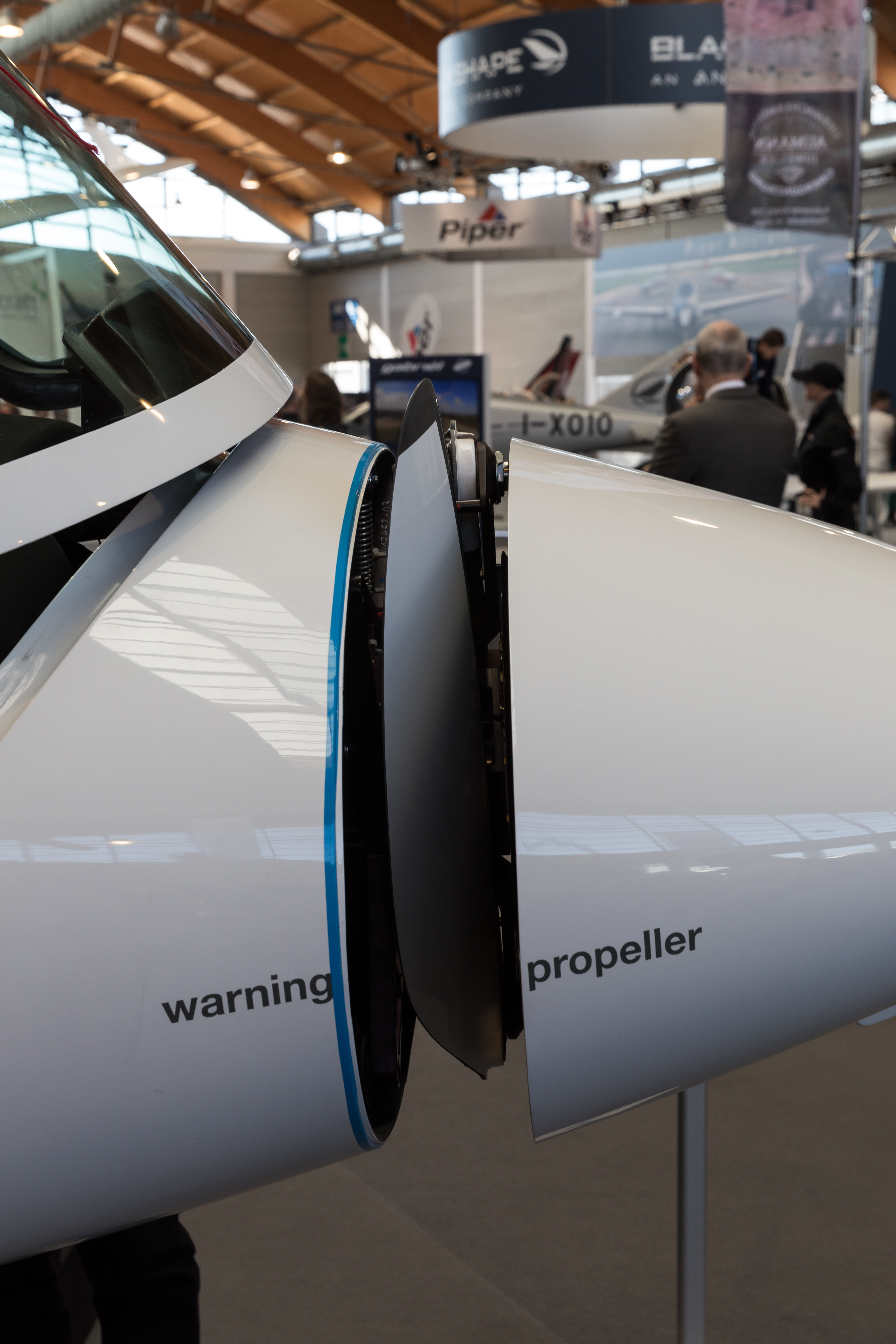
Geöffneter Spalt für den Zweiblattfaltpropeller

| Kenngröße             | Daten                           | Daten                           |
| --------------------- | ------------------------------- | ------------------------------- |
| Besatzung             | 1–2                             | 1–2                             |
| Spannweite            | 25,07 m                         | 21,7 m                          |
| Spannweite (gefaltet) | 11,40 m                         | 11,40 m                         |
| Rumpflänge            | 8,42 m                          | 8,42 m                          |
| Höhe                  | 1,75 m                          | 1,75 m                          |
| Rumpfbreite           | 1,18 m                          | 1,18 m                          |
| Flügelfläche          | 19,95 m²                        | 18,6 m²                         |
| mittlere Flügeltiefe  | 0,74 m                          |                                 |
| Flügelstreckung       | 31,5                            | 25,3                            |
| Flügelprofil          | HQ 41 (Innenflügel)             | HQ 41 (Innenflügel)             |
| Gleitzahl             | 53                              | 50                              |
| Geringstes Sinken     |                                 |                                 |
| Leermasse             | ~ 690 kg                        | ~ 680 kg                        |
| max. Wasserballast    | 15 l in Seitenflosse            | 15 l in Seitenflosse            |
| max. Kraftstoffmenge  | 120 l im Mittelflügel           | 120 l im Mittelflügel           |
| max. Startmasse       | 900 kg                          | 900 kg                          |
| max. Flächenbelastung | 45 kg/m²                        | 49 kg/m²                        |
| Triebwerk             | Rotax 914 F2/S1, 115 PS (85 kW) | Rotax 914 F2/S1, 115 PS (85 kW) |
| Höchstgeschwindigkeit | 270 km/h                        | 270 km/h                        |
| Dienstgipfelhöhe      | 9100 m                          |                                 |
| Reichweite            | 1600 km                         |                                 |

## Vergleichbare Typen
- Elfin.aero elfin 20.e (in Entwicklung)

## Verwandte Entwicklungen
- Stemme S10
- Stemme S6 (als TMG bzw. Reisemotorsegler)